# Aka Mortschiladse
Aka Mortschiladse (în kazahă აკა მორჩილაძე; nume real გიორგი ახვლედიანი/Giorgi Akhvlediani; n. 10 noiembrie 1966, Tbilisi, Republica Sovietică Socialistă Gruzină) este scriitor georgian. El este considerat a fi unul dintre cei mai citiți autori contemporani în Georgia.

## Biografie
Mortschiladse a studiat istoria la Universitatea de Stat din Tbilisi. După ce a absolvit, în 1988, a lucrat pentru mai mulți ani la Universitate. La începutul anilor 1990, el a fost reporter pentru ziarul din Tbilisi, Resonansi. De asemenea, a scris și pentru tabloide.
Principalele sale lucrări sunt povestirile sau romanele scurte. În Georgia, carțile sale au fost mereu pe lista de bestselleruri. În 2003 s-au vândut 15.000 din cărțile sale.
Cartea, Câinii de pe strada Paliaschwili , a fost adaptată ca piesă de teatru și în 1999 a avut premiera la Teatrul Sandro-Achmeteli din Tbilisi. Cartea reflectă viața georgiană, în anii 1992 și 1993, dupa reunificare.
Până în 2012, i s-a acordat de cinci ori premiul literar Saba; până în 2018, a publicat douăzeci de romane și trei volume de povestiri scurte.
Mortschiladse este căsătorit și are copii.

## Opere (selecție)
- Mogzauroba Qarabghshi, 1992
- Gadap'rena madat'ovze da ukan. Tbilisi, Sulakauri, 1998, ISBN 99928-52-09-7
- P'aliasvilis k'uc Da ' is·glebi. Tbilisi, Sulakauri, 2000, ISBN 99928-52-50-X
- Gak'rebi Madat'ovze. Tbilisi, Sulakauri, 2001, ISBN 99928-5257-7
- Agvistos pasiansi: sant'lis suc'ze sakit'xavi bulvaruli romani . Tbilisi, Sulakauri, 2001, ISBN 99928-5256-9
- Mamluki, 2009

## Legături externe
- de Aka Morč'ilaje în Catalogul Bibliotecii Naționale a Germaniei (Informații despre Aka Morč'ilaje • PICA • Căutare pe site-ul Apper)
- Interviu biografic cu Aka Mortschiladse (limba engleză) Arhivat în 24 decembrie 2014, la Wayback Machine.